# 華盛頓州哥倫比亞河聖殿
華盛頓哥倫比亞河聖殿（Columbia River Washington Temple）是第107座耶穌基督後期聖徒教會聖殿，位於華盛頓州里奇蘭。在1970年至2001年，華盛頓州的耶穌基督後期聖徒教會信徒從67,000人增加到接近230,000人。華盛頓哥倫比亞河聖殿服務華盛頓州東部和俄勒岡州北部的約32,000人耶穌基督後期聖徒教會信徒。聖殿在2000年宣布建設，面積16,880平方英尺（1,568平方）。